# 奧戈
《奧戈》（葡萄牙語：Diago）是一齣2009年的澳門劇情片，改編自澳門女作家廖子馨的短篇小說《奧戈的幻覺世界》，講述1999年即將回歸的前夕，澳門社會特有的「土生族群」面對去留所進行的一次抉擇，有的「土生」選擇移民他方，有的則是舉棋不定。

## 角色
- 吳嘉龍 飾 奧戈
- 古天祥 飾 彼得
- 周詩璇 飾 露露
- 王曉 飾 李念

## 反響
澳門文化評論家李展鵬認為電影雖然可以挑剔的地方不少，但此片的重大意義卻是它塡補了過去十數年來澳門文藝創作的一個空白：困擾了澳門人廿年的問題都被《奧戈》說破了。

## 外部連結
- 互联网电影数据库（IMDb）上《奧戈》的资料（英文）